# Мирзо-Улугбекский район
Мирзо-Улугбекский район (туман) (узб. Mirzo-Ulug‘bek tumani / Мирзо-Улуғбек тумани) — административно-территориальная единица города Ташкента. Расположен в северо-восточной части столицы. Современная (2023) площадь — 3617 гектаров, население — 325 тысяч человек.

## История
Район образован 29 ноября 1929 года под названием Пролетарский, в 1935 году получил имя Куйбышевский в память о В. В. Куйбышеве. 8 мая 1992 года переименован в Мирзо-Улугбекский район в честь тимуридского правителя и выдающегося средневекового учёного Улугбека.

## Расположение и границы
Район тянется на восток и северо-восток от сквера Амира Темура. С юго-запада граничит с Яшнабадским районом, с северо-запада — с Юнусабадским районом, с северо-востока, востока и юго-востока — с Кибрайским районом Ташкентской области. В состав территории района входит расположенный внутри территории Ташкентской области (Кибрайский район) в 14 км к северо-востоку от Ташкента чересполосный участок-эксклав (посёлок Улугбек) площадью 385,17 га.
Граница с Юнусабадским районом пролегает по автомобильному кольцу вдоль сквера Амира Темура, улице Амира Темура до её пересечения с улицей Истиклол, по улице Истиклол до улицы Алайской, по улицам Алайской, Кары Ниязи, 6 и 3 проезду Ниёзбек Йули, по улице Ниёзбек Йули до подхода канала Аккурган, по каналу Аккурган до его пересечения с железнодорожной линией Ташкент — Оренбург, по железнодорожной линии Ташкент — Оренбург до её пересечения с каналом Салар, по каналу Салар до улицы Богишамол, по улице Богишамол и улице Шахриабад до пересечения с железнодорожной линией Ташкент — Чинаркент, по железнодорожной линии Ташкент — Чинаркент до границы города (по Ташкентской кольцевой автомобильной дороге / улице Темур Малик).
Граница с Яшнабадским районом проходит по автомобильному кольцу вокруг сквера Амира Темура, улице Махтумкули до улицы Мавераннахр, улице Мавераннахр до подхода канала Салар, по каналу Салар до его поворота с юга на запад, выходя затем к Кичик Халка Йули (Малой Кольцевой дороге), по Малой Кольцевой Дороге до улицы Паркент (Паркентской), по улице Паркентской до улицы Темур Малик, по улице Темур Малик до границы города (у отхода от улицы Тёплого арыка).
Граница с Кибрайским районом Ташкентского вилоята пролегает по автодороге в посёлок Улугбек до её отхода от железнодорожной линии Ташкент — Чинаркент, по железнодорожной линии Ташкент — Чинаркент примерно до станции «Ялангач», затем огибает массив Тракторсозлар Шахарчаси и территорию Ташкентского тракторного завода, далее следует по каналу Кичкина-Карасу до его впадения в Правобережный Карасу близ улицы Темур Малик, по улице Темур Малик.

## Физическая география
Большая часть района расположена в междуречье двух крупных каналов, бывших протоками Чирчика, — Салара и Карасу (правобережного). По его границам, кроме того, текут канал Аккурган и протока Карасу Кичкина-Карасу. Также на территории района имеется 5 арыков (небольших каналов). Согласно энциклопедии «Ташкент», в начале 1980-х гг. площадь водной поверхности на территории района составляла около 19 гектаров.
На северо-востоке района, близ арыка Ялангач располагается наивысшая точка в Ташкенте (514,4 метра над уровнем моря).

## Жилищный фонд
В состав района входят жилые массивы Академгородок, Ахмад Югнаки (бывший Солнечный), Буз (бывший Черданцева-1), Буз-2 (бывший Черданцева-2), Буюк Ипак Йули (бывший Ц-1), Карасу, Олой (бывший Ц-2), Тракторсозлар Шахарчаси (Городок Тракторостроителей), Феруза (бывший Северо-Восток), Хумоюн (бывший Ясный), Ялангач (бывший Высоковольтный).

## Транспорт
Основные автомобильные магистрали: проспект Мустакиллик (бывшая улица Пушкина), улица Мирзо Улугбека (ранее проспект), улица Буюк Ипак Йули, улица Махтумкули, улица Абдухамида Каюмова, улица Мавераннахр, улица Аккурган (Аккурганская, бывшая Новомосковская), улица Зиёлилар, улица Дурмон Йули (Дурменьская дорога), улица Феруза, улица Юзработ, улица Гульсанам, улица Паркент (Паркентская), улица Темура Малика, Кичик Халка Йули (Малая кольцевая дорога).
На территории района расположены станции метро Чиланзарской линии «Амир Темур хиёбони» (некоторые выходы), «Хамида Алимджана», «Пушкин», «Буюк Ипак йули», проходит железнодорожная линия Ташкент — Чинаркент со станциями «Салар», «Шахриабад» и «Ялангач», а также остановочным пунктом «Феруза».
На улице Темура Малика (бывшей Красновосточной) находилось 1-е трамвайно-троллейбусное депо Ташкента (в настоящее время движение трамваев и троллейбусов в Ташкенте ликвидировано).